# 柏木徳明
柏木 徳明（かしわぎ とくあき、1949年5月 - ）は、日本の英語学者・教育学者。群馬大学教育学部准教授。専門は外国語教育（英語）。

## 来歴
- 1949年5月 出生。
- 1970年4月 静岡大学人文学部英文学科入学
- 1974年3月 静岡大学人文学部英文学科卒業
- 1974年4月 東京教育大学大学院課程修士文学研究科英語学科入学
- 1976年3月 東京教育大学大学院課程修士文学研究科英語学科修了
- 1976年4月 群馬大学教育学部講師採用
- 1988年4月 群馬大学教育学部助教授採用
- 2003年4月 群馬大学教育学部教授採用

## 研究分野
- ヨーロッパ語系文学

- 二か国語性と第二言語習得
- 『は』と『が』の中央埋め込み文情報処理への影響
- 中央埋込み日本文情報処理への主格反復の影響

## 著書・論文

### 著書
- 『Center-embedding problem and the contribution of nominative case repetition』（Sentence Processing in East Asian Languages, Stanford:CSL1、2002年）

### 論文
- 『「やる」、「くれる」とエンパシ-』 群馬大学教育学部紀要 人文・社会科学偏、1990年
- 『生成文法と英語教育(1)-Because 節の統語的特性-』 群馬大学教育学部紀要 人文・社会科学偏、1993年
- 『生成文法と英語教育(2)-Because節の意味的特性:焦点と前提をめぐって』(共著)  群馬大学教育実践研究、1993年
- 『項構造の習得:義務項と随意項を巡って』 群馬大学教育実践研究 (柏木 徳明) /第11号, 187-195頁、1994年(大学・研究所等紀要)
- 『Another case for the trace tyeory.』 Studies in English Linguistics. 1977
- 『Annual Report of the Faculty of Education.』 Gunma University. Cultural Science Series. 1985
- 『On the distribution of expletive there in English. Annual Report of the Faculty of Education. 』Gunma University. Cultural Science Series. 1987
- 『On "extraposed" clausal arguments. Annual Report of the Faculty of Education. 』　Gunma University. Cultural Science Series. 1988
- 『Remarks on clausal arguments. Annual Report of the Faculty of Education.』 Gunma University. Cultural Science Series. 1989
- 『Some notes on secondary predicates.』 1990

## 所属学会
- 日本英語学会
- 日本英文学会